# Makati Medical Center
Het Makati Medical Center is een ziekenhuis in Makati, Metro Manilla en staat bekend als een van de meest vooraanstaande van de Filipijnen. De eerste succesvolle hartoperatie van de Filipijnen werd in dit ziekenhuis verricht. Veel prominente Filipino’s laten zich bij ziekte in het Makati Medical Center behandelen.
Het Makati Medical Center was een initiatief van enkele vooraanstaande doktoren die door Enrique Zobel, de topman van de Ayala-groep waren gevraagd om een kwalitatief hoogstaand ziekenhuis in Makati City te beginnen. Op 31 mei 1969 werd het nieuwe ziekenhuis, een ontwerp van architect Luis Araneta formeel geopend. 